# Parafília
A parafília (más néven szexuális deviancia, régebbi nevén szexuális perverzió) a pszichológiában és a szexológiában használt kifejezés, amely alatt a nem szokványos tárgyak, szituációk vagy személyek iránti szexuális vonzalmat értik. A nem konvencionális szexuális viselkedés hivatalos meghatározása nehéz feladat, nagyban függ az egyes társadalmakban elfogadott szokásoktól és attitűdtől, így a parafíliák listája is időről időre változott. A parafíliák számát tekintve is meglehetősen ellentmondásos az irodalom, a pszichiátriai betegségeket besoroló DSM V jelenleg nyolc parafíliát sorol fel hivatalos mentális betegségként.
A feminista megközelítésű szexpozitivitás elve nagyban hozzájárulhat a személyes elfogadáshoz és megéléshez addig, ameddig a benne résztvevő felnőtt emberek egymással jóváhagyásos, beleegyezéses alapon, biztonságos környezetben, szégyenérzet nélkül és ítélkezéstől mentesen végzik. A közösen lefektetett határokat átlépve már azonban könnyen kínzás és szexuális erőszak kategóriába fordulhat át. (Az angolszász szóhasználatban alkalmazzák a konvencionális / nem-konvencionális szexuális tevékenységekre a vanilia sex / kink sex fogalmi elkülönítést is. Ezek két polaritást jelentenek egy bináris spektrumon, ahol minden ember vágyai eltérő helyet foglalnak el.)
A szokványostól eltérő szexuális tevékenységeket megélő emberek felé irányuló társadalmi idegenkedést, elhatárolódást és következményeként a strukturális elnyomást kinkfóbiának, a speciális vágyaik és igényeik létezésének elvitatását, megkérdőjelezését pedig vanilla szexizmusnak nevezzük.

## Története
A szokványostól eltérő szexuális viselkedés nehezen definiálható, mindig az adott kor és kultúra társadalmi szokásaitól, annak morális megítélésétől függ. Már a Bibliában is tiltottak számos szexuális viselkedést, melyet akkoriban deviánsnak tartottak, így a homoszexualitást, a nekrofíliát, a nemi erőszakot vagy az állatokkal történő közösülést. Az 1850-es évekig a deviáns szexuális magatartást elsősorban erkölcsi és vallási alapon definiálták, a pszichiátria mint új tudományterület megjelenésével új megközelítéséből kezdték rendszerezni a szexuális devianciákat. A szexuális devianciák betegségként való leírása ugyanakkor nem számított teljesen újkeletűnek, már korábban is felmerült egyes szexuális viselkedésformák egészségrontó hatása, különösen az önkielégítés esetében. Az egyik első meghatározó munka a témában az osztrák Richard von Krafft-Ebing nevéhez köthető, akinek 1886-ban megjelent Psychopathia Sexualis című könyve igyekezett tudományos alapokra helyezni a deviáns viselkedéssel kapcsolatos ismereteket. Krafft-Ebing a szexuális devianciákat a szexuális ösztön funkcionális eltéréseinek tartotta, melyek pubertás körül jelennek meg és 40 éves kor után fokozatosan enyhülnek, és melyekre a hajlam öröklődik, de külső tényezők, melyek közé ő a maszturbálást sorolta, elősegítik a kialakulásukat. Egyben leírta, hogy bizonyos devianciák (pl. a szadizmus és a kéjgyilkosság) inkább a férfi nemre jellemzőek, míg a mazochista férfiak sokszor feminin jellegeket mutatnak. A legnagyobb változást azonban az jelentette, hogy nem erkölcsi vagy vallási alapon próbálta jellemezni ezeket az állapotokat, hanem pszichológiai értelemben, mivel a devianciákat a személyiség részének tartotta, és mint olyan, valamiféle személyiségzavar tüneteként értékelte őket. Egyben elkülönítette a perverziót (vagyis valamely deviánsnak tartott szexuális vonzalmat) a perverz cselekedetektől, melyeknek a perverzitás nevet adta. A diagnózis szempontjából sokkal lényegesebbnek tartotta az egyén belső érzéseit, perverzióit, mint a konkrét szexuális cselekedeteit, hiszen úgy is lehet valaki például szadista, hogy fantáziáit végül sosem valósítja meg vagy éli ki. Krafft-Ebing alapvetően négyféle szexuális ösztönzavart különített el: a szexuális vágy kóros csökkenését (anesztézia), vagy épp fokozódását (hiperesztézia), a nem megfelelő biológiai korban jelentkező szexuális vágyat (paradoxia), és a szexuális devianciákat (paresztézia), melyeket később parafíliáknak neveztek el. Minden olyan szexuális viselkedést, mely a hagyományos hüvelyi közösüléstől eltért és nem a természetes fajfenntartást szolgálta, természetellenesnek és perverznek tartott. Maga Krafft-Ebing is elismerte, hogy egyes esetekben a kóros és a normális szexualitás között meglehetősen nehéz határvonalat húzni, például a szadizmust a normál férfi, a mazochizmust pedig az egészséges női szexuális viselkedés egyszerű felerősödésének tekintette.
Magnus Hirschfeld és Alfred Kinsey után az elsők között kutatta John Money (1921. július 8. – 2006. július 7.) új-zélandi pszichológus, szexológus és író, aki a szexuális identitás és a nemek biológiájával kapcsolatos kutatásairól ismert. Ellentmondásos volt a kiszolgáltatott páciensekkel szemben tanúsított magatartása, beleértve a szexuális visszaélést és a kisgyermekeket célzó konverziós terápia támogatását. Ő volt az egyik első kutató, aki elméleteket publikált a társadalmi nemi konstrukciók hatásáról a nemi identitás egyéni kialakulására. Money bevezette Harry Benjamin endokrinológus-szexológus 1966-ból származó tranzszexualizmus kifejezése mellé a nemi identitás, a nemi szerep és a szexuális irányultság fogalmakat: parafília (más néven szexuális deviancia, régebbi nevén szexuális perverzió) a pszichológiában és a szexológiában használt kifejezés, mely alatt a nem szokványos tárgyak, szituációk vagy személyek iránti szexuális vonzalmat értik. Pályafutásának jelentős részét az Egyesült Államokban töltötte. (Később tudományos tanulmányok sok tekintetben bírálták Money munkásságát, különösen amiatt, hogy elkövette a gyermek David Reimer (1965–2004) akaratlan nem-változtatását, bántalmazását többek között azzal, hogy ikertestvérével szexuális aktusok szimulációjára kényszerítette őket. Később mindkét testvér felnőttkori öngyilkosságával végződött a történet. Ez a kísérlet pozitív felhanggal szerepel az Transsexualism and Sex Reassignment könyvében a transzneműségről, amelyet Richard Green és John Money szexológusok szerkesztettek, és a Johns Hopkins University Press adott ki 1969-ben. Ez volt az első orvosi tankönyv a transzneműségről.)[forrás?]

### A homoszexualitás és a parafíliák
A homoszexualitás megítélése az egyes történelmi korszakokban és kultúrkörökben folyamatosan változott. Az ókori Görögország számos régiójában egyáltalan nem számított deviáns viselkedési formának, a kereszténység megjelenésével és elterjedésével ez azonban jelentősen megváltozott. A pszichiátria hajnalán a homoszexualitást egyértelműen betegségként tartották számon, Richard von Krafft-Ebing például a perverziók közé sorolta, mivel sem célja, sem módja nem felelt meg az emberi fajfenntartás számára szükséges viselkedésnek. Sigmund Freud határozottan nem tekintette betegségnek, inkább csak a szexualitás egy variációjaként jellemezte, és élesen el is különítette a kóros parafíliáktól, mivel a homoszexualitás kialakulása szempontjából nem vélt felfedezni semmilyen közvetlen kiváltó, traumatizáló élményt, melyet a kóros parafíliák esetében leírt. Ugyancsak elutasította a nemi viselkedés és a nemi preferencia közötti összefüggést, véleménye szerint a homoszexuális férfiak nem feltétlenül mutatnak több feminin jelleget, mint a heteroszexuálisak, ahogy a leszbikus nők sem feltétlenül férfiasabbak a heteroszexuális nőknél. A második világháborút követően az amerikai pszichiáterek jelentős része a pszichoanalitikai irányt képviselte, ugyanakkor Freud nézeteivel szemben a homoszexualitást kezelést igénylő kórállapotként fogták fel, mivel úgy hitték az ember biológiailag a heteroszexualitásra van kódolva. Ebben az egyik úttörő Radó Sándor volt, aki szerint a homoszexualitás az ellenkező nem iránti szexualitás fóbia-szerű kerülése, melyet a gyermekkorban kisikló szexuális fejlődés okoz. Ekkortájt vezették be a különböző "konverziós terápiákat", melyek pszichoanalitikai módszerekkel igyekeztek a homoszexuális egyént "áttéríteni" a heteroszexuális viselkedésre. Az Amerikai Pszichiátriai Társaság 1952-ben megjelent DSM (Diagnostic and Statistical Manual of Mental Disorders) kiadványában rendszerezte a pszichiátriai betegségeket, ebben a homoszexualitást a mentális betegségek közé sorolták. A döntést számos pszichiáter és meleg-jogi aktivista is hevesen támadta, miszerint még ha a heteroszexualitást tekintik is alapvetően normálisnak, abból sem következik, hogy a homoszexualitás feltétlenül betegség. A társadalmi és szakmai nyomásnak is engedve 1973-ban az akkor hatályos DSM II-ból kikerült a homoszexualitás, melyet azóta pszichológiai értelemben a normális szexuális viselkedés egy variációjaként tartanak számon.

## Fogalma, ellentmondások
Orvosi értelemben a parafíliák nehezen definiálhatóak és rendszerezhetőek. Alapvetően kétféle beosztásuk ismert, és a kettőt többé-kevésbé egymással párhuzamosan is használják. Egyrészt az Amerikai Pszichiátriai Társaság definiálta és rendszerezte őket a DSM különböző kiadványaiban, másrészt az Egészségügyi Világszervezet által használt BNO is megkülönbözteti őket, bár utóbbi külön nem definiálja magát a fogalmat, így e tekintetben a DSM által adott definíciók terjedtek el. További nehézséget jelent, hogy a jelenleg hatályos BNO-10-et 1990-ben fogadták el, míg a DSM V 2013-as, így felfogásukban is sok különbség található. A DSM IV korábban az alábbi módon definiálta őket:

„Olyan erős, visszatérő szexuális fantáziák, vágyak, vagy cselekedetek, melyek legalább 6 hónapja fennállnak, klinikailag jelentős stresszt vagy funkcionális zavart okoznak az egyén szociális életében vagy munkaképességében és általában az alábbiak közül legalább egyet magukba foglalnak: 1. a vonzalom alanya nem ember, 2. önmagának vagy partnerének a megalázása, szenvedése okoz örömöt, 3. alanya gyermek vagy más beleegyezésre képtelen személy.”

A jelenleg érvényes DSM V ezt módosította és különbséget tesz a parafília és a parafíliás zavar között, előbbit önmagában nem tartja kezelendő betegségnek. Ez alól nyolc parafília kivétel, melyeket mentális betegségnek minősítettek és részletesen megneveznek a DSM V-ben. Az összes többi, külön meg nem nevezett parafíliát a "máshogy nem meghatározott" jelzővel látták el, és csak akkor tekintik őket kezelést igénylő betegségnek, ha parafíliás zavarról van szó, parafíliás zavarként pedig azon parafíliás állapotokat definiálják, melyek feszültséget és szenvedést okoznak a benne szenvedő egyénnek, vagy melyek kielégítése másokra nézve fizikai vagy pszichológiai veszélyt jelent.
A parafília kapcsán beszélnek opcionális, preferált, vagy kizárólagos formáról, bár ezek nem hivatalos vagy egységes elnevezések. Opcionálisnak akkor tartják, ha az egyébként átlagosnak vehető szexuális érdeklődés és aktivitás mellett időnként alternatívaként jelentkezik az egyén számára valamilyen parafília. Preferált parafília esetén az egyén előnyben részesíti a nem-szokványos szexuális viselkedést és fantáziát, de emellett képes azt mellőzve az elfogadott szexuális viselkedésre is. Kizárólagosság esetén az egyén csakis a rá jellemző parafílián keresztül képes kiélni szexualitását.

## Gyakorisága
A parafíliák előfordulási gyakoriságát nehéz vizsgálni, mivel a definíciók és kritériumok is időről időre átdolgozásra kerülnek. Egy 2011-ben közölt német kutatásban 1915, 40 és 79 év közötti városi férfit vizsgáltak kérdőíves módszerrel a szexuális szokásaikat illetően, melynek segítségével a parafíliákhoz köthető szexuális vonzalmak (PASAP, angolul: paraphilia-associated sexual arousal pattern) gyakoriságát próbálták felmérni. A válaszadók 62,4 százalékában találtak legalább egy parafília-asszociált nemi vágyat, ugyanakkor ez a kérdezettek csupán 1,7 százalékában okozott bármiféle szorongást vagy zavart. A PASAP nagyobb valószínűséggel fordult elő egyedülállókban, olyanokban, akik legalább hetente egyszer végeztek önkielégítést, és azokban, akik rosszabbnak minősítették általános egészségügyi állapotukat. Pedofíliára utaló fantáziák a kérdezettek 9,5 százalékában fordultak elő. Egy másik, 2006-ban közölt svéd vizsgálatban az exhibicionizmus és a voyeurizmus előfordulását vizsgálták 2450, 18 és 60 év közötti férfi bevonásával, ebben a válaszadók 3,1 százaléka ismerte be, hogy legalább egyszer előfordult, hogy nemi izgalomból megmutatta egy vadidegennek a nemi szervét, míg 7,7 százalékuk szexuális izgalomból kémkedett már más, szexelő párok után. Egy 2005-ös, ugyancsak svéd vizsgálatban a transzvesztita fetisizmus a 18 és 60 év közötti férfiak 2,8, míg az ugyanezen korcsoportú nők 0,4 százalékában fordult elő legalább egyszer az életük folyamán. Egy, a szexuális indítékból elkövetett gyilkosságok miatt börtönben ülő személyek kikérdezésével készült kutatásban azt találták, hogy az egyéb parafíliával vagy ahhoz köthető állapottal diagnosztizáltak körében több a szadista, a promiszkuis és a kényszeresen maszturbáló személy, nagyobb arányban érte őket szexuális bántalmazás gyerekkorukban és gyakoribbak a körükben az alkohol- és drogproblémák is. Egy 262 nő és 173 férfi bevonásával készült kutatás a pedofília gyakoriságát vizsgálta az átlagnépességben, a megkérdezett férfiak 6, míg a nők 2 százaléka válaszolta, hogy nem zárkózna el attól, hogy gyermekkorúval szexeljen, ha biztosan tudná, hogy nem kap érte semmilyen büntetést, míg a férfiak 9, a nők 3 százaléka tartaná elképzelhetőnek, hogy gyermekpornográfiát nézzen az interneten. Összességében a megkérdezett férfiak 10, a nők 4 százaléka jelentett valamiféle érdeklődést a gyermekekkel kapcsolatos szexualitás iránt. Az ilyen kutatásokat azonban a kérdések intim jellegéből és a parafíliák zavaros definícióiból adódóan nehéz standardizálni, így az egyes tanulmányokban sokszor jelentős különbségek adódnak. A standardizált vizsgálatok általában a szexuális bűnelkövetők vizsgálataiból erednek, mely azonban nem vetíthető ki az átlagnépességre.

## Kezelése
A legtöbb pszichiáter egyetért abban, hogy a parafíliás szexuális érdeklődés jelenleg semmilyen kezeléssel sem változtatható meg. A kezelések célja inkább az, hogy a parafília okozta stresszt enyhítse és csökkentse a szexuális bűncselekmények elkövetési gyakoriságát. Erre a célra mind pszichoterápiás módszereket, mind gyógyszeres kezeléseket alkalmazhatnak. A pszichoterápiák közül egyedül a kognitív viselkedésterápiáról bizonyított, hogy egyes parafíliák esetében hatékony lehet a fenti célokra. Ennek során a beteget megtanítják, hogyan vegye észre és legyen úrrá azokon az élethelyzeteken, amelyek a deviáns viselkedését kiprovokálnák.

A gyógyszeres kezelést általában a kognitív viselkedésterápiával együttesen alkalmazzák, mely növelheti a kezelés hatékonyságát, ugyanakkor a gyógyszerek sem képesek megszüntetni a parafíliát, csupán a vele való együttélést könnyíthetik meg az egyén számára. Az enyhébb esetekben (pl. kényszeres maszturbálás, exhibicionizmus esetén) általában az SSRI gyógyszereket használják, melyek csökkentik a nemi vágyat, a szorongást és az esetleg társuló depressziót. Súlyosabb esetben (pl. bűnelkövető pedofilok esetén) kémiai kasztrálást javasolnak, melyhez az androgén hormonok szintjét csökkentő antiandrogén gyógyszerek használatosak, pl. a ciproteron-acetát. Sebészi kasztrálást rendszerint nem végeznek, mivel a kémiai kasztrálás is ugyanolyan hatékony, viszont a sebészi beavatkozáshoz képest kevésbé invazív.

## A parafíliák listája

### DSM V alapján mentális betegségek
- exhibicionizmus: nemi szervek nyilvános bemutatásához való vonzódás
- fetisizmus: olyan szexuális viselkedés, melynek során a közvetlen közösülésen kívül a használt tárgyakkal való játékok (segédeszközök, testrészek, tulajdonságok vagy viselkedések) válnak a szexualitás és a szexuális öröm céljává
- frotteurizmus: saját test hozzájárulás nélküli hozzáérintése máshoz nyilvános helyen
- pedofília: serdülőkor előtti emberekhez vonzódás (Jelenleg a parafíliák közé sorolandó betegség és elkövetése esetén bűncselekmény. Kiskorúak elleni szexuális erőszak.)
- szexuális mazochizmus: más által az egyén számára okozott fájdalom iránti vonzalom
- szexuális szadizmus: mások számára okozott fájdalom iránti vonzódás
- transzvesztitizmus: az ellenkező nem ruháinak viselése okoz szexuális élvezetet
- voyeurizmus: mások intimitásainak, meztelenségének, nemi aktusának titkos megfigyelése iránti vonzódás
- pedonekrofília: halott gyermekkorúak iránti vonzódás mint szexuális örömforrás

### Egyéb, A DSM-ben „nem meghatározott” parafíliák
Egy nem teljes lista a szexuális parafíliákról, mint szexuális örömforrásokról:
- aedificofilia: épületek iránti vonzás
- akrofília: magas meredek helyek és veszélyes helyzetek iránti vonzódás
- akrotomofília: amputáció iránti vonzódás
- algolagnia: fájdalom iránti vonzódás
- arachnofília: pókok és rovarok iránti beteges vonzódás
- aszfixiofília: légzéskorlátozás iránti vonzódás
- autogünefília: férfinak önmagát nőként elképzelt önmagához való vonzódása
- biasztofília: nemi erőszakhoz vonzódás
- cibofília: főleg gyümölcsökhöz és egyéb ételek iránt érzett szexuális vonzalom
- chordofília: hang és az emberi hangszálak iránti vonzódás
- dorafília: szőrhöz és szőrméhez való szexuális vonzódás
- efebofília: serdülők iránti vonzódás
- egofília: egy adott személy önmaga iránti beteges szexuális vonzódása
- hebefília: 11 és 14 év közötti serdülőkhöz való szexuális vonzódás. (Az efebofíliától különbözik, mivel az inkább az idősebb fiatalokra, a 15 és 18 év közöttiekre összpontosít)
- eltaposás: ebben az esetben rovarok és kisebb állatok halálra zúzása, általában mezítláb, okoz kielégülést. Ez a szexuális tevékenység számos országban, pl. az Egyesült Államokban és az Egyesült Királyságban törvénybe ütköző
- emetofília: a szexuális gerjedelem a hányáshoz kötődik, azaz vagy önhánytatáshoz vagy mások hasonló tevékenységéhez
- equinofília: lovak iránti vonzódás
- exofília: földönkívüliek, és földön kívüli dolgok iránt érzett szexuális vonzalom
- flatofília: főként bélgáz és böfögés iránt érzett szexuális vonzalom
- agalmatofília: szobrok, próbababák iránti vonzódás
- dendrofília: fák iránti vonzódás
- hematolagnia: vér iránti vonzódás
- heliofília: a Nap, világosság és napsugár által kiváltott szexuális vonzalom
- humorofília: nyálhoz, izzadtsághoz, testnedvhez való szexuális vonzódás
- galaktofília: szoptató anyák
- müzofília: használt ruhák iránti vonzódás
- trikofília: haj iránti vonzódás
- gerbillofília: rágcsálókhoz való vonzódás
- gerontofília: idősek iránti vonzódás
- harpaxofília: rablás áldozatává válás iránti vonzódás
- hematofília (vérfétis): a vámpírizmushoz köthető szexuális tevékenység, amely abból áll, hogy mások vérzését figyelik. Ez a szexuális parafília igen ritkának számít, de ismertsége jelentősen megnövekedett a Dexter című televíziós sorozat eredményeként. A Dexter sorozat nyomán újabb, veszélytelenebb ága is kialakult, a dexterizmus, amely nem valódi vérhez kötődik, hanem művérhez és egyéb, vért helyettesítő anyagokhoz
- hidrofília: víz iránti vonzódás
- hierofília: vallási tárgyak iránti vonzódás
- homofília: homoszexuálisokhoz való szexuális vonzódás.
- hübrisztofília: bűnözők iránti vonzódás
- infantofília: újszülöttekhez, és csecsemőkhöz való szexuális vonzalom.
- kéjgyilkosság/(homicidofília): gyilkosság szexuális öröm céljából
- kleptofília: lopáshoz való szexuális vonzalom
- klizmafília: ez a kifejezés az 1970-es évek óta használatos, azt a folyamatot írja le, akik análisan elégítik ki önmagukat beöntések segítségével
- koprofília: az ürülék okozta gyönyör kedvelőinek szexuális gyakorlatát jelöli, akikben a széklet szaga, íze és érintése kelt szexuális örömet
- kriptofília: titkos és rejtett dolgokhoz való szexuális vonzalom
- laktofília: anyatej, tej és egyéb tejtermékekhez való vonzódás
- majeziofília: terhes nők iránti vonzalom
- makrofília: óriások iránti vonzódás
- neofília: újdonságokhoz való szexuális vonzódás. (Néha a neofília nem csak szexuális jellegre utal, hanem az újdonságokra irányuló izgalomra, megszállottságra)
- nekrofília: halottak iránti vonzódás
- niktofília: az éjszaka iránti vonzódás
- nihilofília: az ürességtől, a teljes semmitől érzett szexuális izgalom, vonzódás
- objektofilía: tárgyak, használati eszközök iránti vonzódás
- odontofília:  szájhoz és fogakhoz való vonzódás
- okulofília: szemgolyó iránti vonzódás
- omorashi: élvezik, ha feszül a húgyhólyagjuk, mivel nem okoz szexuális izgalmat, tévesen sorolják a szexuális parafíliák közé. A japán szó azt jelenti: nedvesítsd magad, ami arra utal, amikor már nem tudja visszatartani, az omorasi pornó gyakran ábrázol ilyet, főként nőket.
- piktofília: képi pornográfiához való vonzódás
- pirofília: tűz iránti vonzódás
- philifília: Az váltja ki a szexuális izgalmat, amikor arra gondolunk, hogy valamilyen szexuális parafíliánk van
- pszeudozoofília: képzeletbeli lényekhez való vonzódás
- quaddfília: csalánhoz és egyéb bőrkiütést okozó növényhez, illetve bőrkiütéshez való szexuális vonzalom
- retifizmus: cipők iránti vonzódás
- spiritofília: szellemek és szertartások iránti vonzás
- szkatofília: piszkos, undorító, visszataszító dolgok iránti vonzódás
- skeletofília: csonthoz és csontvázhoz való szexuális vonzalom
- telefonikofília: hozzájárulás nélküli vulgáris telefonhívások folytatása iránti vonzódás
- telofília: előjáték nélküli gyors szexhez való szexuális vonzódás
- vorarefília: más ember megevése vagy más által való megevés iránti vonzódás
- zoofília: állatok iránti vonzódás, ami elkövetése esetén bűncselekmény. (Állatkínzás.)
- tafefília: élve eltemetéshez való szexuális vonzódás
- teratofília: ebben az esetben az amputált, csonkolt végtagok, emberi deformitások látványa kelt szexuális gyönyört
- urofília: az ezt kedvelők abban lelik örömüket, ha másokat vizeletürítés közben láthatnak, akár olyan módon, hogy a vizelet éppen rájuk ürül, esetenként az ürülő folyadék megivása is hozzátartozik ehhez. Ez a szexuális magatartás úgy is ismert, mint aranyeső, illetve vízisport
- xenofília: Idegen emberek és dolgok iránti szexuális vágy, vonzalom.
- ymberofília: viharok, viharfelhők és csapadék iránti vonzódás.
- zelofília: féltékenységen alapuló szexuális vágy. A személy attól gerjed be, ha mással látja párját, vagy ha őrá féltékenyek

## Külső hivatkozások
- Hétköznap átlagos ember vagyok, hétvégén domina – A Telex dokumentumfilmje (Telex.hu, 2022.11.21.)
- Amikor a BDSM-buliban forgattunk, nekünk is be kellett öltöznünk (Munk Veronika interjúja Szilágyi Mátéval, a dokumentumfilm rendezőjével / Telex.hu, 2022.11.17.)
- A Magyar Pszichiátriai Társaság honlapja
- WEBBeteg: Életveszélyes szexuális magatartások
- Parafíliák blog
- Perverzió.lap.hu - linkgyűjtemény